# سیکورسکی ام‌اچ-۶۰ جایهاوک
سیکورسکی ام‌اچ-۶۰ جایهاوک (به انگلیسی: Sikorsky MH-60 Jayhawk) یک بالگرد ساختِ کارخانهٔ سیکورسکی در کشور ایالات متحده آمریکا است که در سال ۱۹۹۰–۱۹۹۶ ساخته شد. نخستین استفاده‌کنندهٔ این بالگرد نگهبان ساحلی ایالات متحده آمریکا بوده‌است. این بالگرد برای نخستین بار در ۸ اوت ۱۹۸۹ میلادی مورد استفاده قرار گرفت.